# Ahmed Yabari
Ahmed al-Ja'abari (en árabe: أحمد الجعبري‎; 1960-14 de noviembre de 2012) fue el comandante en jefe de las Brigadas  de Ezzeldin Al-Qassam, ala militar de la organización Hamás en Gaza.
Participó y planeó numerosos ataques contra Israel, entre ellos el lanzamiento de cohetes, y se cree que estuvo incolucrado en el secuestro del soldado israelí Gilad Shalit.
El 14 de noviembre de 2012 fue asesinado por Israel durante la ofensiva militar contra la Gaza llamada Columna de Nube. De acuerdo a Gershon Baskin, quien estuvo directamente implicado en las negociaciones con Hamás para la liberación del soldado Gilat Shalit, su asesinato supuso un grave error ya que Jabari encabezaba un proyecto de paz entre Palestina e Israel.